# Nossa Senhora da Conceição (São Filipe)
Nossa Senhora da Conceição és una freguesia (parròquia civil) de Cap Verd. Cobreix la part sud del municipi de São Filipe. La freguesia consta dels següents assentaments:
- Brandão
- Cabeça do Monte
- Curral Ochô
- Cutelo
- Forno
- Jardim
- Lacacã
- Lagariça
- Luzia Nunes
- Miguel Gonçalves
- Monte Grande
- Monte Largo
- Patim
- Salto
- São Filipe
- Tongom
- Vicente Dias